# Marthana furcata
Marthana furcata is een hooiwagen uit de familie Sclerosomatidae.